# Martino-Schneemaus
Die Martino-Schneemaus (Dinaromys bogdanovi) ist eine ausschließlich in den Gebirgen des Balkan verbreitete Wühlmaus. Sie lebt auf den Territorien der Staaten Kroatien, Bosnien-Herzegowina, Serbien und Montenegro und Mazedonien. Dass die Art einst weiter verbreitet war, zeigt sich an Fossilfunden aus dem Pleistozän aus Italien, Ungarn und Griechenland. Obwohl sie geographisch in einem sehr eng begrenzten Verbreitungsgebiet anzutreffen ist, ist sie mancherorts sehr häufig. Zum Beispiel ist sie in Montenegro das häufigste und individuenreichste Säugetier überhaupt.
Die Kopfrumpflänge beträgt 10 bis 15 cm, hinzu kommen 8 bis 11 cm Schwanz. Das Fell ist oberseits graubraun und unterseits hellgrau. Martino-Schneemäuse kommen in Höhen zwischen 1300 und 2200 m vor. Sie sind nachtaktiv, tagsüber verbergen sie sich unter Felsen. Die Nahrung sind Gräser. Für den Winter werden Nahrungsvorräte angelegt.

## Systematische Stellung
Innerhalb der Wühlmäuse wird die Art traditionell der Verwandtschaft der Rötelmäuse und somit dem Tribus der Clethrionomyini zugeordnet. Dies ist aber nicht unumstritten. Im Gegenteil deuten nähere Untersuchungen darauf hin, dass die Martino-Schneemaus mit überhaupt keinem lebenden Vertreter der Wühlmäuse näher verwandt ist. Der russische Zoologe Igor Zagorodnyuk zählt sie zum Tribus der Pliomyini, der ansonsten heute ausgestorben ist und im Pliozän und Pleistozän in Eurasien verbreitet war. Sie ist demnach der letzte lebende Vertreter eines bis zur letzten Eiszeit artenreich vertretenen Taxons. Für die Martino-Schneemaus ist zuweilen auch die Gattungsbezeichnung Dolomys verbreitet gewesen. Dieser Gattungsname wird jetzt aber nur noch auf einige ihrer ausgestorbenen Verwandten bezogen.
In der Erstbeschreibung wurde nicht angegeben, wen der Artzusatz bogdanovi ehrt. Als die Art entdeckt wurde, waren die russischen Zoologen Modest Nikolajewitsch Bogdanow und Anatoli Petrowitsch Bogdanow bekannte Wissenschaftler.